# Selma Bacha
Selma Bacha (Lyon, 9 november 2000) is een voetbalspeelster uit Frankrijk. Ze speelt als verdediger voor Olympique Lyon in de Division 1 Féminine.

## Clubcarrière
Bacha groeide on in het Grange Blanche district in Lyon als de dochter van een vader van Algerijnse afkomst en een moeder van Tunesische afkomst. Door haar broer begon ze op vierjarige leeftijd met voetballen. Op achtjarige leeftijd voegde Bacha zich in de jeugdopleiding van Olympique Lyon. Ze doorliep de gehele jeugdopleiding van de club.
In 2013 wekte Bacha de aandacht van Sonia Bompastor, een voormalig voetbalster verantwoordelijk voor Lyons' trainingscentrum. Mede door Bompastors vertrouwen in Bacha, tekende ze in het seizoen 2017/18 haar eerste profcontract in Lyon.  In hetzelfde seizoen mocht Bacha al in de basis starten toen Olympique Lyon in de finale van de Champions League 2017/18 met de eindoverwinning aan de haal ging. In het volgende seizoen prolongeerde Olympique Lyon haar titel in de finale van de Champions League 2018/19, waarin Bacha als invalster voor Eugénie Le Sommer binnen de lijnen kwam.
In december 2024 verlengde Bacha haar contract in Lyon tot 30 juni 2029.

## Statistieken
| Seizoen | Club           | Land      | Competitie | Wedstrijden | Doelpunten |
| ------- | -------------- | --------- | ---------- | ----------- | ---------- |
| 2017/18 | Olympique Lyon | Frankrijk | Division 1 | 11          | 0          |
| 2018/19 | Olympique Lyon | Frankrijk | Division 1 | 15          | 0          |
| 2019/20 | Olympique Lyon | Frankrijk | Division 1 | 6           | 0          |
| 2020/21 | Olympique Lyon | Frankrijk | Division 1 | 10          | 0          |
| 2021/22 | Olympique Lyon | Frankrijk | Division 1 | 19          | 3          |
| 2022/23 | Olympique Lyon | Frankrijk | Division 1 | 14          | 2          |
| 2023/24 | Olympique Lyon | Frankrijk | Division 1 | 18          | 0          |
| 2024/25 | Olympique Lyon | Frankrijk | Division 1 | 10          | 0          |
| Totaal  | Totaal         | Totaal    | Totaal     | 103         | 5          |

Laatste update: 22 april 2025

## Interlandcarrière
Bacha maakte in 2021 haar debuut voor het Franse nationale team. Een jaar later werd ze opgenomen in de Franse selectie voor op het EK 2022, waarin Frankrijk de halve finale wist te behalen.
Een jaar later was Bacha opnieuw van de partij op het WK 2023 in Australië en Nieuw-Zeeland. Ze werd in 2024 opgenomen in de Franse selectie op de Olympische Zomerspelen 2024.